# أرمسترونج سيدلي جاجوار
أرمسترونج سيدلي جاجوار محرك طائرة شعاعي، طُور بواسطة ارمسترونغ سايدلي. تكون المحرك من 14 أسطوانة مرتبة في صفين، واستخدم البنزين كوقود، وبُرد بالهواء. استُخدم جاجوار 3 لأول مرة في عام 1923، تبعه محرك جاجوار 4 في عام 1925 وجاجوار 6 في عام 1927.

## التصميم والتطوير
طُور جاجوار من تصميم شركة الطائرات الملكية المقترح راف.8 في عام 1917، وعُدل لاستخدام شاحن توربيني فائق يُدار بترس. كان أول دوران للمحرك في 21 يونيو 1922، ولم يقابل أدائه الأولي التوقعات وكنتيجة لذلك، تمت  زيادة قطر الأسطوانة إلى 5.5 بوصة (139.7 مم)، واستخدمت كل الطرازات بعد جاجوار 1 نفس الأبعاد. عانى محرك جاجوار من الاهتزاز بسبب نقص محمل المركز لعمود المرفق.
كان جاجوار 6 سي أقوى طرازات محرك جاجوار، حيث بلغت قدرته القصوى 490 حصان (365 كيلو وات) أثناء الإقلاع عند 1950 دورة/دقيقة، وبلغ وزنه 910 رطل (413 كجم). صُمم محرك لينكس التالي باستخدام صف واحد من أسطوانات جاجوار.

## الطرازات
- جاجوار 1

أُنتج عام 1922 وبلغت قدرته 300 حصان.
- جاجوار 2

أُنتج عام 1923 وبلغت قدرته 385 حصان. تم زيادة قطر الأسطوانة وبلغت سعته 1512.5 بوصة مكعبة (24.8 لتر).
- جاجوار 3

أُنتج عام 1923 وبلغت قدرته 385 حصان.
- جاجوار 3 ايه

أُنتج عام 1923 وبلغت قدرته 380 حصان.
- جاجوار 4

أُنتج عام 1925 وبلغت قدرته 385 حصان. استخدم مكربن مزدوج.
- جاجوار 4 ايه

بلغت قدرته 420حصان، واستخدم مروحة دافعة تُدار بترس.
- جاجوار 4 سي

أُنتج عام 1928 وبلغت قدرته 400 حصان. استخدم ذراع توصيل ذو تصميم معدل وجهاز تحريك صمامات مغلق.
- جاجوار 4 (اس)

أُنتج عام 1925 وبلغت قدرته 365 حصان. استخدم شاحن توربيني فائق.
- جاجوار 5

أُنتج عام 1928.
- جاجوار 6

أُنتج عام 1927.
- جاجوار 6 (اس)

أُنتج عام 1928 وكان طراز من جاجوار 6 مزود بشاحن توربيني فائق.
- جاجوار 6 سي

أُنتج عام 1927 وبلغت قدرته 470حصان، وكان طراز من جاجوار 6 مزود بمروحة دافعة تُدار بترس.
- جاجوار 6 دي

أُنتج عام 1928.
- جاجوار 7 ايه

أُنتج عام 1929 وبلغت قدرته 400 حصان، واستخدم شاحن توربيني فائق.
- جاجوار 8

أُنتج عام 1928 وبلغت قدرته 405 حصان. استخدم شاحن توربيني فائق و مروحة دافعة تُدار بترس.

## التطبيقات
- إيركو دي إتش 4
- إيركو دي إتش 9
- آرمسترونغ ويتوورث أطلس
- ارمسترونغ ويتوورث أرغوسي
- ارمسترونغ ويتورث سيسكن
- ارمسترونغ ويتورث ستارلينج
- ارمسترونغ ويتورث ولف
- أفرو 642
- بلاكبيرن ايردايت
- بلاكبيرن سي ايه 15 سي
- بلاكبيرن تيركوك
- بولتون أند بول بي 71 ايه
- دي هافيلاند دورموس
- دي هافيلاند دي إتش 50
- دي هافيلاند جيانت موث
- دي هافيلاند هينا
- فيري فيريت
- فيري فلاي كاتشر
- فوكر سي في
- فوكري دي 16
- جلوستر جناتسنابر
- جلوستر جريبي
- هاندلي بيج هامبستيد
- هوكر دانكوك
- هوكر هاوفينش
- هوكر هوبي
- هوكر ودكوك
- لاركن لاسكول
- مارتنسيد ايه دي سي 1
- نيوبورت نايتهوك
- بارنال بلوفر
- واكت واريجال
- سوبرمارين اير ياخت
- سوبرمارين نانكوك
- سوبرمارين ساوثهمبتون
- فيكرز فيلور
- فيكرز فيسبا
- فيكرز فياسترا
- فيكرز فيمي
- ويستلاند وابتي
- ويستلاند ويسيل

## محركات معروضة
يُعرض محرك أرمسترونج سيدلي جاجوار للعامة في متحف العلوم بلندن.

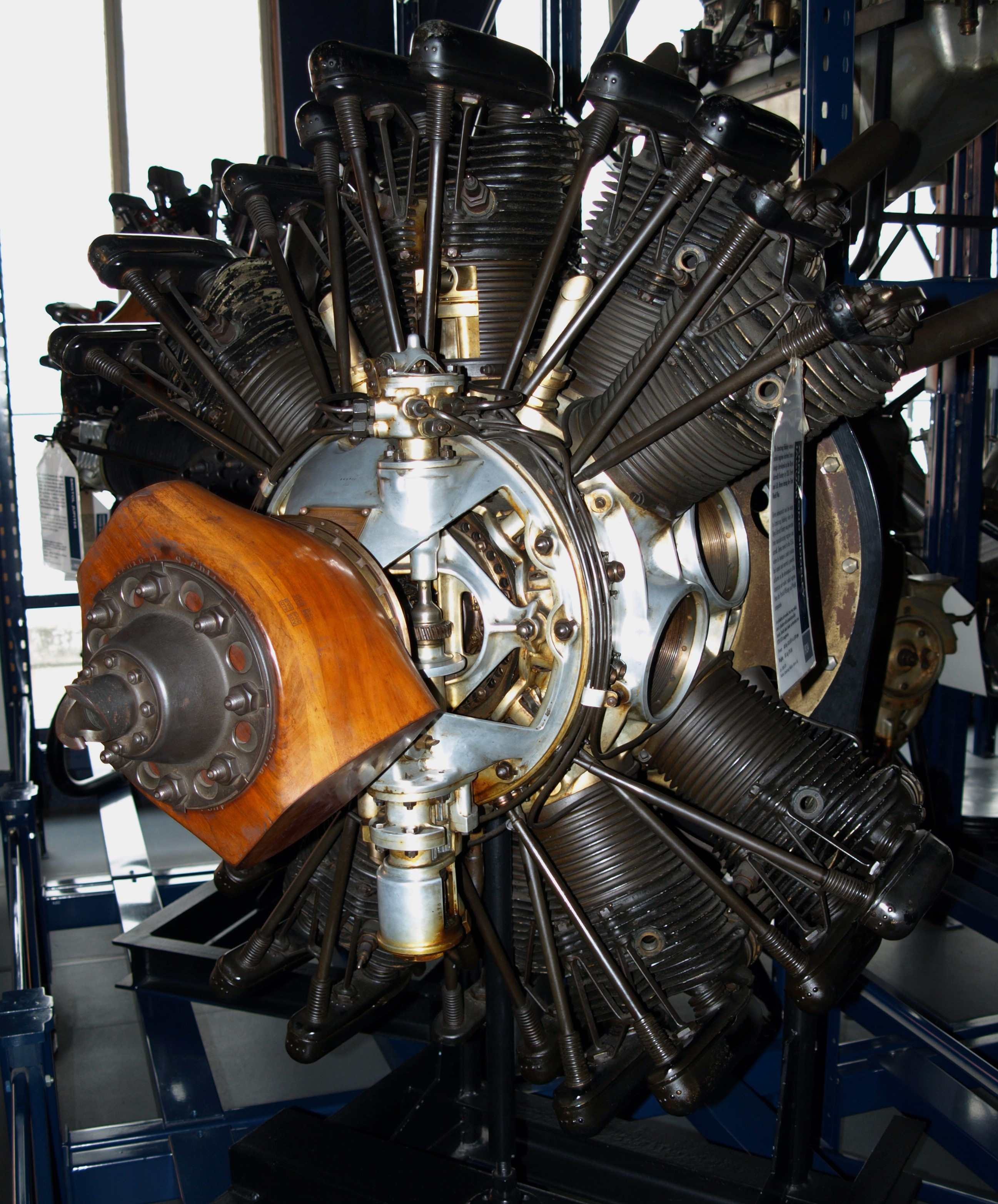
محرك أرمسترونج سيدلي جاجوار معروض في متحف العلوم بلندن.

## المواصفات

### مواصفات عامة
- النوع: محرك شعاعي مكون من 12أسطوانات في صفين.
- قطر الأسطوانة: 127 مم.
- الشوط: 127 مم.
- سعة المحرك: 1375 بوصة مكعبة (22.5 لتر).
- الطول: 41 بوصة (1041 مم).
- القطر: 43 بوصة (1092 مم).
- الوزن الصافي: 710 باوند (322 كجم).

### المكونات
- شاحن توربيني فائق: شاحن توربيني فائق يُدار بترس.
- نظام الوقود: مكربن.
- نظام التبريد: تبريد بالهواء.

### الأداء
- القدرة الناتجة: 680 حصان (507 كيلو وات).
- نسبة الانضغاط: 1:5.
- استهلاك الوقود: 19 جالون/ساعة (71 لتر/ساعة) عند القيام برحلة جوية.
- نسبة القدرة إلى الوزن: 0.95 حصان/باوند (1.6 كيلو وات/كجم).

## مزيد من القراءة
- Lumsden, Alec. British Piston Engines and their Aircraft. Marlborough, Wiltshire: Airlife Publishing, 2003. ISBN 1-85310-294-6.

## وصلات خارجية
- The Siddeley "Jaguar"s' 17,000 Miles - a 1926 Flight article on the Jaguar's endurance during an London-Cape Town-London flight by Alan Cobham